# Venus de Hohle Fels

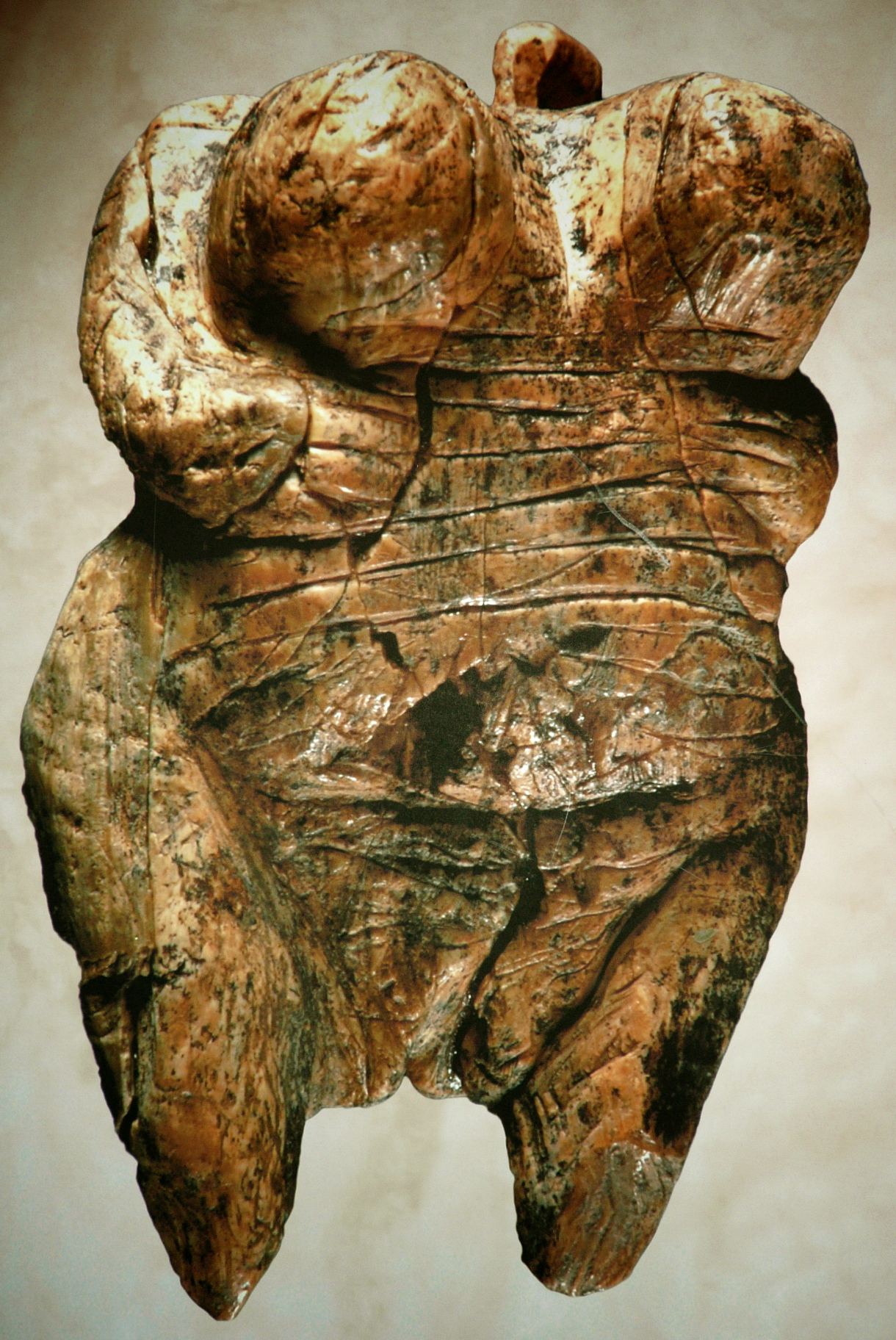

La Venus de Hohle Fels es la denominación que recibe una pequeña escultura humana hallada en una excavación realizada entre los días 8 y 15 de septiembre de 2008 a 20 metros al interior de una de las cuevas de Hohle Fels, en el valle del río Ach en el Jura de Suabia, cerca de Schelklingen (Baden-Wurtemberg, Alemania). La escultura, rota en seis fragmentos, posee un tamaño de unos 6 centímetros de altura, 3,5 de anchura y 3 de profundidad, con un peso de 33 gramos. Se encuentra esculpida en marfil de una hembra de mamut, representando una figura femenina con los atributos sexuales muy marcados, como sucede con este tipo de representaciones femeninas, tradicionalmente llamadas "venus". En concreto, la figura presenta muy desarrollados los senos, las caderas y la vulva, mostrando además gran detalle en las manos y los dedos, y le faltan el hombro y el brazo izquierdos. En el lugar de la cabeza tiene una protuberancia perforada, indicando su uso como amuleto colgante.
Según las mediciones realizadas con radiocarbono, la escultura poseería un mínimo de 35 000 años de antigüedad, que podrían incluso alcanzar los 40 000 años según otros investigadores. Estas fechas situarían el hallazgo en la cultura auriñaciense, lo que la convertiría en la escultura humana figurativa más antigua de la que se tiene constancia, y 5000 años anterior a las venus gravetienses. No obstante, existen representaciones abstractas de figuras humanas más antiguas en Sudáfrica, con unos 75 000 años de antigüedad.[cita requerida]